# Спойлерон
Спойлерон (от анг. spoileron = spoiler + aileron) — гибрид элерона и спойлера. В РФ именуются элерон-интерцепторами. 
Спойлеры — аэродинамические органы управления самолётом, симметрично расположенные на задней кромке консолей крыла.  
Спойлер используется для усиления эффекта от элеронов, с целью накренить самолёт или вывести его из крена за счёт уменьшения подъёмной силы одним крылом, но в отличие от элеронов не увеличивая подъёмную силу на другом крыле. В качестве побочного эффекта поднятый спойлер  